# Хоменко Олександр Васильович (офіцер)
Олександр Васильович Хоменко — український військовослужбовець, полковник Національної гвардії України, учасник російсько-української війни. Лицар ордена Богдана Хмельницького III ступеня (2016).

## Життєпис
Станом на 2015 рік — командир 9-го полку оперативного призначення Національної гвардії України.
Станом на 2021 рік — командир 23-ї окремої бригади охорони громадського порядку.

## Нагороди
- орден Богдана Хмельницького III ступеня (12 жовтня 2016) — за вагомий особистий внесок у зміцнення обороноздатності Української держави, мужність, самовідданість і високий професіоналізм, виявлені під час бойових дій та при виконанні службових обов’язків[4].